# The Poppers
 (avril 2022).
Pour les articles homonymes, voir Popper.
The Poppers est un groupe de rock portugais, originaire d'Olivais, à Lisbonne. Ils se sont distingués sur la scène portugaise par leur style power pop, garage et  rock 'n' roll.

## Biographie
Le groupe est formé en 2000 à Olivais, Lisbonne, mais c'est en 2005 qu'il se fait connaître du public, lorsqu'il remporte le Festival de Música Moderna de Corroios. Avant cela, en 2001, ils voient leur chanson Your Letter, être choisie par le label britannique Matchbox Recordings pour une compilation. En 2006, ils sortent l'album Boys Keep Swinging.
En 2010, ils sont récompensés par le jury de l'Organisation des prix internationaux de la musique indépendante et de la création espagnole, en tant que meilleur groupe portugais avec l'album Up With Lust. Le 22 décembre 2013, ils sortent Seasick Sailors, le premier single de l'album All in Black and Thunder, enregistré aux studios RAK de Londres avec l'aide du financement participatif. Cependant, l'album n'est jamais sorti car le groupe ne s'identifie pas au résultat final de l'album.
Leur troisième album, Lucifer, sort en janvier 2017. Il est produit par Paulo « The Legendary Tigerman » Furtado, et est une édition conjointe de Blitz Records et Discos Tigre. L'album comprend la collaboration de Filipe Costa, le claviériste de Sean Riley and the Slowriders, sur Do You Remember et Ian Ottaway, collaborateur de Black Rebel Motorcycle Club, sur Modern Wasteland. Comme le groupe n'avait pas de bassiste à l'époque, le producteur lui-même a joué de la basse sur tout l'album.

## Discographie

### Albums studio
- Fire at Will (EP)
- 2006 : Boys Keep Swinging[1]
- 2010 : Up With Lust[5]
- 2017 : Lucifer[6]

### Singles
- In the Morning
- Seasick Sailors
- Drynamill
- Mrs. A
- Bohemian Discipline